# SN 2002gr
SN 2002gr – supernowa typu Ia odkryta 10 października 2002 roku w galaktyce A022713+0053. W momencie odkrycia miała maksymalną jasność 21,80m.